# Mortalità materna
La mortalità materna è definita in modi leggermente diversi da varie organizzazioni sanitarie. L'Organizzazione Mondiale della Sanità (OMS) la definisce come la morte di una madre incinta a causa di complicanze della gravidanza o di condizioni preesistenti. Il periodo di tempo considerato in questo caso arriva fino a sei settimane dopo il parto. La definizione dei Centri per la prevenzione e il controllo delle malattie estende invece il periodo considerato fino a un anno dal parto.
Nel 2017, il tasso di mortalità materna globale, ovvero il numero di morti materne nel mondo su 100.000 bambini nati vivi era diminuito del 44% rispetto al 1990; tuttavia, ogni giorno 808 donne muoiono a causa di complicazioni legate alla gravidanza o al parto. Per ogni donna che muore, ci sono circa 20-30 donne che subiscono lesioni, infezioni o altre complicazioni correlate alla gravidanza o al parto.
L'OMS suddivide le cause di morte materna in due categorie, diretta e indiretta. La mortalità materna diretta è causata da complicazioni legate direttamente alla gravidanza, al parto o all'interruzione della gravidanza, ed esempio emorragie gravi o travaglio ostruito, per i quali esistono interventi altamente efficaci.. La mortalità materna indiretta , invece, è dovuta al fatto che la gravidanza interferisce con una condizione preesistente o la aggrava, come nel caso di una cardiopatia.
Man mano che le donne hanno ottenuto un maggiore accesso alla pianificazione familiare e all'assistenza qualificata al parto, con supporto per le emergenze ostetriche, il rapporto di mortalità materna globale è diminuito, passando da 385 decessi materni per 100.000 nati vivi nel 1990 a 216 decessi per 100.000 nati vivi nel 2015.
Molti paesi hanno dimezzato i loro tassi di mortalità materna negli ultimi dieci anni, ma c'è ancora molto margine di miglioramento, in particolare nelle regioni con risorse limitate. Oltre l'85% dei decessi materni avviene infatti in comunità a basso reddito in Africa e Asia.
Anche nelle regioni con maggiori risorse esistono aree in cui è necessario intervenire, soprattutto per quanto riguarda le disparità razziali ed etniche e le disuguaglianze nei tassi di mortalità e morbilità materna.
Nel complesso, la mortalità materna è un indicatore fondamentale dello stato di salute di un paese e riflette la qualità della sua infrastruttura sanitaria. Ridurre il numero di decessi materni è un obiettivo prioritario per molte organizzazioni sanitarie a livello globale.

## Fattori di rischio
Secondo una pubblicazione dell'OMS del 2004, fattori sociodemografici come età, accesso alle risorse e livello di reddito sono indicatori significativi del rischio di mortalità materna. Le madri giovani affrontano rischi maggiori di complicazioni e morte durante la gravidanza rispetto alle madri più adulte, soprattutto le adolescenti di 15 anni o meno. Le adolescenti hanno rischi più elevati di emorragia post-partum, endometrite, parto operativo vaginale, episiotomia, basso peso alla nascita, parto pretermine e neonati piccoli per l'età gestazionale, tutte condizioni che possono portare alla morte materna. La principale causa di morte per le ragazze di 15 anni nei paesi in via di sviluppo è la complicazione durante la gravidanza e il parto. Le adolescenti hanno, in media, più gravidanze delle donne nei paesi sviluppati, e si è visto che 1 ragazza su 180 di 15 anni nei paesi in via di sviluppo che rimane incinta morirà a causa di complicazioni durante la gravidanza o il parto. Questo confronto con le donne nei paesi sviluppati, dove la probabilità è di 1 su 4900 nascite vive. Tuttavia, negli Stati Uniti, poiché molte donne di età avanzata continuano ad avere figli, il tasso di mortalità materna è aumentato in alcuni stati, soprattutto tra le donne di età superiore ai 40 anni.
La disponibilità di servizi sociali e di reti di supporto familiari influenzano fortemente la possibilità di morte materna Inoltre, la vulnerabilità sociale e l'esclusione sociale influenzano negativamente la salute materna, con conseguente aumento dei decessi materni. Inoltre, la mancanza di assistenza medica qualificate durante il parto, la distanza da percorrere per raggiungere l'ospedale, il numero di gravidanze precedenti, le barriere nell'accesso alle cure prenatali e la scarsa infrastruttura aumentano i decessi materni.

## Cause

### Mortalità diretta
I decessi ostetrici diretti sono causati da complicazioni legate alla gravidanza, al parto, all'interruzione della gravidanza o da complicazioni derivanti dalla loro gestione.
Le cause di morte materna variano a seconda della regione e del livello di accesso alle cure. Secondo uno studio pubblicato su The Lancet, che copre il periodo dal 1990 al 2013, le cause più comuni di morte materna a livello globale sono: emorragia post-partum (15%), complicanze derivanti da aborti non sicuri (15%), disturbi ipertensivi della gravidanza (10%), infezioni post-partum (8%) e travaglio ostruito (6%).
Altre cause includono tromboembolia (3%) e patologie preesistenti (28%).
L'emorragia post-partum si verifica quando si ha un sanguinamento incontrollabile dall’utero, dalla cervice o dalla parete vaginale dopo il parto. Questo può accadere se l’utero non si contrae correttamente dopo la nascita, se restano residui di placenta nell’utero o se si verificano lacerazioni della cervice o della vagina durante il parto.
I disturbi ipertensivi della gravidanza si manifestano quando il corpo non riesce a regolare correttamente la pressione sanguigna. Durante la gravidanza, ciò è dovuto a cambiamenti nei vasi sanguigni, probabilmente causati dalla placenta.  Tra queste condizioni mediche rientrano l'ipertensione gestazionale e la preeclampsia.
Le infezioni post-partum sono infezioni dell’utero o di altre parti dell’apparato riproduttivo, generalmente di origine batterica, che si sviluppano dopo la fine della gravidanza.
Il travaglio ostruito si verifica quando il bambino non riesce a muoversi correttamente nel bacino e attraverso il canale del parto durante il travaglio. La causa più comune è che la testa del bambino è troppo grande o posizionata in modo errato.
I trombi  possono formarsi in diversi vasi sanguigni del corpo, comprese le vene delle braccia, delle gambe e dei polmoni. Possono causare problemi polmonari e, se si spostano verso il cuore o il cervello, possono portare a gravi complicazioni.

#### Aborto non sicuro
Quando l'aborto è legale e accessibile, è generalmente considerato più sicuro rispetto al portare a termine una gravidanza e al parto. Uno studio pubblicato sulla rivista Obstetrics & Gynecology ha riportato che negli Stati Uniti il rischio di morte per una donna che porta a termine una gravidanza e partorisce è 14 volte superiore rispetto a quello di un aborto legale.  Tuttavia, in molte parti del mondo l'aborto non è legale e può risultare pericoloso.
I decessi materni causati da procedure eseguite in modo non corretto sono evitabili e rappresentano il 13% del tasso di mortalità materna globale. Questo numero sale al 25% in Paesi in cui le altre cause di mortalità materna sono più basse, come in alcune nazioni dell'Europa orientale e del Sud America. Di conseguenza, le pratiche di aborto non sicuro rappresentano una delle principali cause di morte materna a livello mondiale.
Nelle regioni in cui l'aborto è legale e accessibile, il suo impatto sui tassi complessivi di mortalità materna è limitato, mentre, dove l'aborto è illegale, difficile da ottenere o non regolamentato, esso contribuisce significativamente ai decessi materni.
L'OMS definisce l'aborto non sicuro come una procedura eseguita da personale non adeguatamente formato e/o in un ambiente privo di condizioni di sicurezza e igiene adeguate. Secondo questa definizione, sui circa 45 milioni di aborti effettuati ogni anno a livello mondale, 19 milioni sono considerati non sicuri. Il 97% di questi aborti avviene nei Paesi in via di sviluppo. Le complicazioni associate includono emorragie, infezioni, sepsi e traumi genitali.

#### Prevenzione
La prevenzione e la riduzione della mortalità materna sono obiettivi chiave dell’Agenda 2030 delle Nazioni Unite per lo Sviluppo Sostenibile, in particolare dell’Obiettivo 3: Salute e benessere. Promuovere l’uso efficace dei contraccettivi e diffondere informazioni a un pubblico più ampio, garantendo l’accesso a cure di alta qualità, può contribuire a ridurre il numero di aborti non sicuri. Nei paesi in cui i contraccettivi sono consentiti, dovrebbero essere attuati programmi per facilitarne l’accessibilità. 
L’accesso all’aborto sicuro, l’educazione sanitaria, i controlli prenatali e una dieta adeguata durante la gravidanza e l’allattamento sono fattori che contribuiscono alla prevenzione della mortalità materna.

### Mortalità indiretta
Le morti ostetriche indirette sono causate da problemi di salute preesistenti che peggiorano a causa della gravidanza o da problemi di salute sviluppati durante la gravidanza ma non correlati a essa. I decessi che si verificano durante una gravidanza ma non sono correlati a essa vengono definiti "accidentali", "incidentali" o "non ostetrici". Le cause indirette includono malaria, anemia, infezione da HIV e malattie cardiovascolari, tutte condizioni che possono complicare la gravidanza o esserne aggravate.
I fattori di rischio associati a un aumento della mortalità materna comprendono l'età della madre, l’obesità pre-gravidanza, altre condizioni mediche croniche preesistenti e il parto cesareo.

## Three delays model
Il "three delays model" (modello dei tre ritardi) è un modello ampiamente utilizzato per descrivere i fattori critici che incidono sulla mortalità materna:
1. Ritardo nella ricerca di assistenza;
2. Ritardo nel raggiungere l’assistenza;
3. Ritardo nel ricevere cure adeguate e appropriate.[36]

I ritardi nella ricerca di assistenza derivano dalle decisioni prese dalle donne in gravidanza e/o da altri soggetti decisionali, come il coniuge e i membri della famiglia. Alcuni esempi di motivi per cui si verificano questi ritardi includono la mancanza di conoscenze su quando cercare assistenza, l’impossibilità di permettersi le cure mediche e la necessità di ottenere il permesso dai familiari.
I ritardi nel raggiungere l’assistenza sono legati a fattori come le difficoltà di trasporto verso una struttura medica, la carenza di strutture sanitarie adeguate nella zona e la scarsa fiducia nella medicina.
I ritardi nel ricevere cure adeguate e appropriate possono essere causati da un numero insufficiente di operatori sanitari qualificati, dalla mancanza di forniture appropriate e dalla scarsa percezione dell’urgenza.
Il modello dei tre ritardi evidenzia come una molteplicità di fattori complessi, sia socioeconomici che culturali, possa contribuire alla morte materna.